# Карельское (Архангельская область)
Карельское — деревня в Плесецком районе Архангельской области. Входит в состав Конёвского сельского поселения.

## География
Карельское расположено на юге Плесецкого района, на правом берегу реки Онега. Выше Карельской по течению реки находится деревня Новины, а напротив деревни, на левом берегу Онеги — деревня Подкарельская.

## История
С 1929 по 1963 год деревня входила в состав Приозёрного района. С 2006 года входит в состав Конёвского сельского поселения Плесецкого района.

## Население
| 2002 | 2010 | 2012 |
| ---- | ---- | ---- |
| 17   | ↘0   | ↗3   |

### Карты
- Карельское. Публичная кадастровая карта
- Карельское на карте Wikimapia
- Топографическая карта P-37-67,68. Конёво